# Hino de Mato Grosso
O Hino do Estado de Mato Grosso foi criado pelo Decreto N.º 208, de 05/09/1983, por iniciativa do governador Júlio José de Campos, oficializando a letra do poema "Canção Mato-grossense", de autoria de Dom Francisco de Aquino Corrêa, musicado pelo maestro e tenente da Polícia Militar Emílio Heine, "sendo inalterável no seu todo ou nas suas partes". A "Canção Mato-grossense" foi cantada em público pela primeira vez durante a cerimônia principal das comemorações do bicentenário de fundação de Cuiabá, em 08/04/1919.